# Karottensamenöl

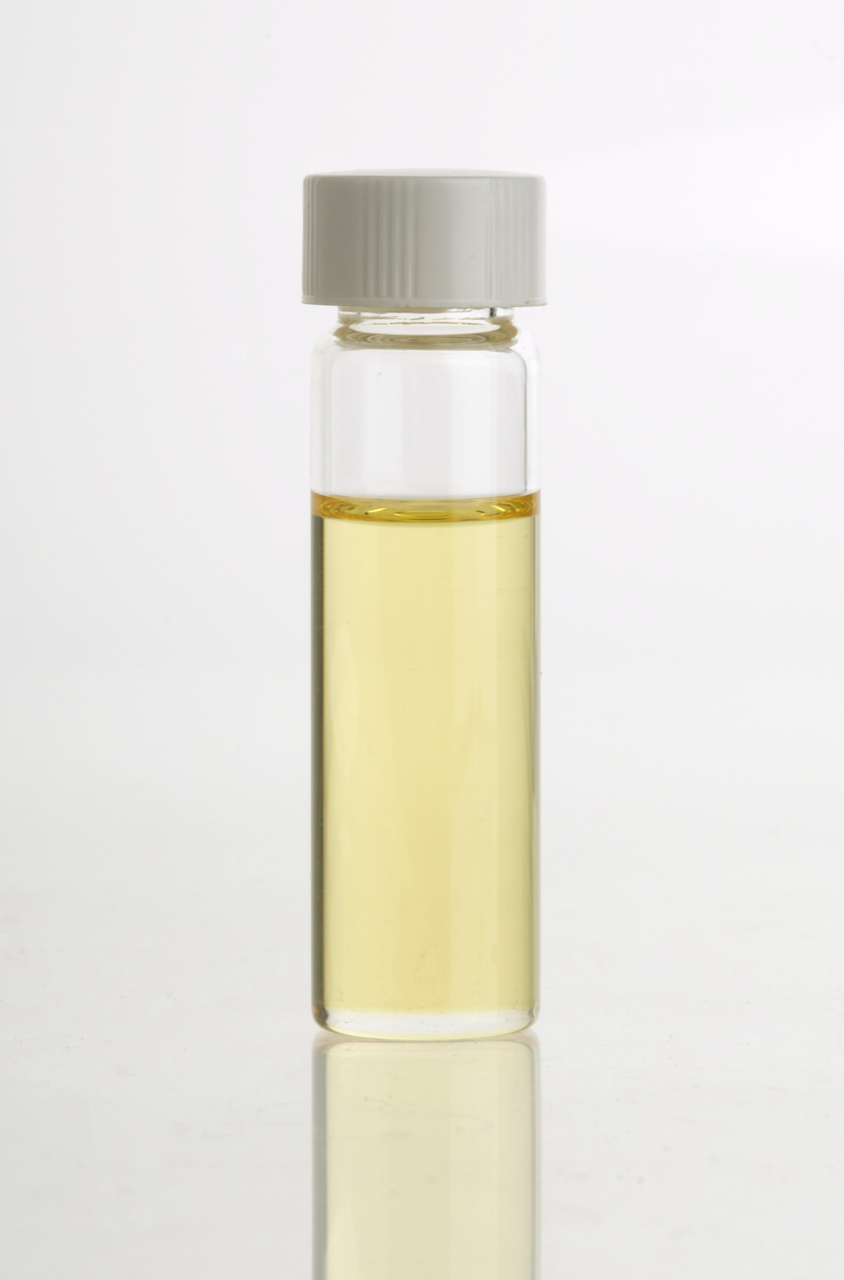
Karottensamenöl

Das ätherische Karottensamenöl wird durch Wasserdampfdestillation aus den zerkleinerten Samen der Karotte (Daucus carota) gewonnen. 

## Eigenschaften
Die gelbe bis hellorange-bräunliche Flüssigkeit ist von waldigem, erdigem Duft. Der Ölgehalt der Pflanzen ist sehr variabel von 0,15–7,15 %. Die Inhaltsstoffe sind 18–50 % Carotol, 10–13 % α-Pinen, β-Pinen und bis zu 10 % Geranylacetat; zudem Daucol, Limonen, Geraniol, β-Bisabolen, Caryophyllen, β-Elemen, Eugenol, Asaron.
Die Dichte von Karottensamenöl liegt zwischen 0,900 und 0,945 g·cm−3. Ein Teil Öl ist in zwei Teilen 90%igem Ethanol löslich.

## Verwendung
Benutzt wird es als Geschmackszusatz in Likören und nichtalkoholischen Getränken, Backwaren, Konfekt, Fleisch und Fleischprodukten, Fertiggerichten, Pudding und Gelatine; sowie als Geruchskomponente in Seifen, Detergentien, Lotionen und Parfums. Es ist eine Quelle von beta-Carotin und Vitamin A und findet Verwendung in der Aromatherapie.

## Ernährung

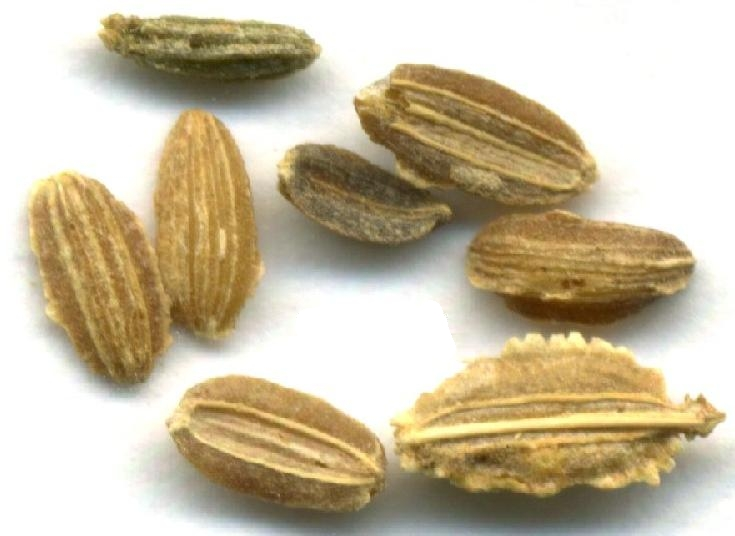
Karottensamen

Karottensamenöl ist mit seinem hohen Gehalt an einfach ungesättigten Ölsäuren eine gute Alternative zu fettreduzierter Ernährung während einer Diät. Die Blutcholesterinwerte können gesenkt und die Immunfunktion unterstützt werden. Die einfach ungesättigten Fettsäuren vermindern das Risiko einer Arterienverkalkung in einem höheren Maße, als das mehrfach ungesättigte Fettsäuren tun. Das liegt daran, dass einfach ungesättigte Fettsäuren eine lokale Anreicherung von oxidiertem LDL in der Aorta verhindern, was für eine Gefäßwandverkalkung und -verengung einen Auslöser und Risikofaktor darstellt.